# Château de Craigston
Le château de Craigston, à Turriff dans l’Aberdeenshire (Écosse), est la résidence historique de la famille Urquhart. Il fut construit entre 1604 et 1607 par Jean Urquhart de Craigfintry, connu comme le Tuteur de Cromarty. Le château est composé de deux ailes de part et d’autre de l’entrée principale.